# Любой ценой (фильм, 2016)
«Любой ценой» (англ. Hell or High Water) — американский фильм режиссёра Дэвида Маккензи, вышедший на экраны в 2016 году. Премьера в США состоялась 26 августа 2016 года. Лента получила множество наград и номинаций.
Картина посвящена Дэвиду Джону Маккензи (1929—2015) и Урсуле Сибил Маккензи (1940—2015), родителям режиссёра Дэвида Маккензи. Они скончались во время съёмок картины.

## Сюжет
В Западном Техасе разведённый отец Тоби Ховард (Крис Пайн) и его старший брат Таннер (Бен Фостер), бывший заключённый, грабят два отделения Техас Мидлендс Банк. Хотя ограбления хорошо спланированы, дикая природа Таннера заставляет его идти на ненужный риск, что расстраивает Тоби. Вернувшись на семейное ранчо, они закапывают свою машину в яме экскаватором. Мать братьев умерла после продолжительной болезни, оставив их ранчо в долгах из-за обратной ипотеки, предоставленной Техас Мидлендс Банк. Если долг не будет погашен в течение нескольких дней, ранчо будет изъято. На территории ранчо обнаружена нефть, и Тоби полон решимости обеспечить комфортную жизнь своим отдалившимся сыновьям.
Два техасских рейнджера, Маркус Хэмильтон (Джефф Бриджес) и Альберто Паркер (Гил Бирмингем), расследуют дело. Хэмильтон подшучивает над происхождением своего напарника: он наполовину мексиканец и наполовину индеец. Альберто шутит о возрасте Хэмильтона, который скоро выходит на пенсию. Таннер грабит ещё один банк. Они отвозят украденные деньги в индейские казино в Оклахоме для отмывания денег. В казино выписывают чек на имя Техас Мидлендс Банк. Средства невозможно отследить, так как казино используются как прикрытие легальности средств. Братья возвращаются в Техас.
Хэмильтон вычисляет другой филиал Техас Мидлендс Банк как цель для грабежа, но ошибается. Хэмильтон вычисляет схему ограблений и определяет следующую цель. Хэмильтон и Паркер находятся на пути к банку, когда происходит последний грабёж. Из-за нехватки времени братья продолжают ограбление, хотя в банке много людей. Происходит перестрелка, когда охранник и вооружённый посетитель банка открывают огонь по братьям. Таннер убивает их обоих. Тоби ранен в живот, братья оказываются окружены вооружёнными жителями города.
Братья мчатся из города, их преследуют местные жители. Немного оторвавшись, Таннер останавливается и стреляет из автоматической винтовки, что вынуждает преследователей отступить. Братья разделились: Тоби забирает деньги на другой машине, а Таннер отвлекает внимание. Он сбивает законников со следа, выводит их к пустынному горному хребту, откуда ведёт по ним снайперский огонь и убивает Паркера. Хэмильтон с помощью местного жителя подбирается с другой стороны хребта и убивает Таннера.
Во время преследования Тоби скрывает свою рану, без происшествий проходит через полицейский контрольно-пропускной пункт и отмывает украденные деньги в казино, где видит сообщение о смерти своего брата. Он как раз вовремя относит чек из казино в банк, чтобы избежать изъятия ранчо, и превращает ранчо в семейный траст.
После выхода на пенсию Хэмильтон приходит на место прежней работы и узнаёт, что Тоби не числится в качестве подозреваемого, так как он ранее не привлекался. Также у него нет никаких оснований для кражи, поскольку новые нефтяные скважины за месяц приносят прибыли больше, чем сумма похищенного за все ограбления, вместе взятые. Деньги с нефтяных скважин хранятся в Техас Мидлендс Банк, который отказывается сотрудничать со следствием из-за страха потерять управление семейным трастовым фондом.
Хэмильтон посещает ранчо Тоби и говорит, что знает, что Тоби разрабатывал план и принимал участие в грабежах, но хочет знать причину, зачем он это делал. Тоби говорит, что не хочет, чтобы его сыновья сталкивались с бедностью, как это случилось с ним и Таннером. Хэмильтон говорит Тоби, что считает его ответственным за смерть своего напарника, и как только начинается мексиканское противостояние, их прерывает приезд бывшей жены и детей Тоби. Ранчо принадлежит трасту и, следовательно, им; Тоби приехал только чтобы навестить семью и починить дом. Когда Хэмильтон уходит, Тоби предлагает вскоре встретиться снова, чтобы «закончить разговор» и «принести немного покоя». Хэмильтон уходит, не простив Тоби.

## В ролях
- Крис Пайн — Тоби Ховард
- Бен Фостер — Таннер Ховард
- Джефф Бриджес — Маркус Хэмилтон, техасский рейнджер
- Гил Бирмингем — Альберто Паркер, напарник Хэмилтона
- Марин Айрленд — Дебби Ховард
- Кэти Миксон — Дженни Энн, официантка
- Кристофер Гарсия — Рэнди
- Дейл Дикки — Элси, кассир банка
- Кевин Ранкин — Билли Рейберн
- Мелани Папалия — Эмили
- Эмбер Мидфандер — Нэтали Мартинез, кассир

## Критика
Фильм получил признание кинокритиков, многие из которых хвалили фильм за оживление жанра вестерн. На сайте Rotten Tomatoes фильм имеет рейтинг 97 % на основе 288 рецензий со средним баллом 8,5 из 10. На сайте Metacritic фильм имеет оценку 88 из 100 на основе 47 рецензий критиков, что соответствует статусу «всеобщее признание».
Ричард Ропер из газеты Chicago Sun-Times поставил 4 из 4 звёзд и назвал фильм «красивым, суровым и элегическим, который хочется пересматривать». Саманта Лэдвиг из IGN оценила фильм 9 из 10, написав: «„Любой ценой“ удивляет сложным повествованием, ошеломляет операторской работой и восполняет недостатки этого лета».

## Награды и номинации
- 2016 — участие в конкурсе «Особый взгляд» Каннского кинофестиваля.
- 2016 — премия Национального совета кинокритиков США за лучшую мужскую роль второго плана (Джефф Бриджес), а также попадание в десятку лучших фильмов года.
- 2016 — премия «Спутник» за лучшую мужскую роль второго плана (Джефф Бриджес), а также две номинации: лучший фильм, лучший оригинальный сценарий (Тейлор Шеридан).
- 2017 — четыре номинации на премию «Оскар»: лучший фильм (Карла Хакен, Джули Йорн), лучшая мужская роль второго плана (Джефф Бриджес), лучший оригинальный сценарий (Тейлор Шеридан), лучший монтаж (Джейк Робертс)[12].
- 2017 — три номинации на премию «Золотой глобус»: лучший фильм — драма, лучшая мужская роль второго плана (Джефф Бриджес) и лучший сценарий (Тейлор Шеридан)[13].
- 2017 — три номинации на премию BAFTA: лучшая мужская роль второго плана (Джефф Бриджес), лучший оригинальный сценарий (Тейлор Шеридан), лучшая операторская работа (Джайлс Наттгенс).
- 2017 — номинация на премию Гильдии киноактёров США за лучшую мужскую роль второго плана (Джефф Бриджес).
- 2017 — две номинации на премию «Сатурн»: лучший триллер, лучший сценарий (Тейлор Шеридан).
- 2017 — в десятке фильмов года по версии Американского института киноискусства[14].
- 2017 — две номинации на премию «Империя»: лучший триллер, лучший сценарий (Тейлор Шеридан).
- 2017 — премия «Независимый дух» за лучшую мужскую роль второго плана (Бен Фостер), а также две номинации: лучший сценарий (Тейлор Шеридан), лучший монтаж (Джейк Робертс).
- 2017 — номинация на премию Лондонского кружка кинокритиков за лучшую мужскую роль второго плана (Джефф Бриджес).
- 2017 — номинация на премию Гильдии сценаристов США за лучший оригинальный сценарий (Тейлор Шеридан).